# Wal (brise-glace)
Le Wal est un navire à vapeur qui a été utilisé comme brise-glace sur le canal de Kiel de 1938 à 1990. Il est, depuis 1990, un navire musée de la Schiffahrts-Compagnie Bremerhaven e.V. à Bremerhaven .
Il est classé monument historique (Denkmal) à Brême.

## Historique
Le navire a été mis en service en mars 1937 par l'administration des voies navigables du Troisième Reich au chantier naval Stettiner Oderwerke et y a été lancé le 5 mai 1938. Le 20 juin 1938, il a été livré au bureau de la voie navigable de Rendsburg, qui a mis la Wal en service comme brise-glace sur le canal Kaiser Wilhelm.
Pendant la Seconde Guerre mondiale, Wal a également été utilisé pour la Kriegsmarine dans la baie de Kiel et la Lübeck. Parfois, le navire naviguait avec un équipage militaire et était alors subordonné à la 11ème flottille de protection du port de Kiel-Holtenau. Lors d'une réparation de chaudière dans le chantier naval Neptun Werft de Rostock, Wal s'est échoué le 26 avril 1942 après avoir été touché par une bombe. Le navire a été renfloué en mai 1942 par la Bugsier-, Reederei- und Bergungsgesellschaft, puis réparé par la Lübecker Maschinenbau Gesellschaft jusqu'en janvier 1943. En mars 1945, Wal a amené des réfugiés de Gdansk à travers la mer Baltique  dans le cadre du transport de blessés et de réfugiés.
Avant que Wal ne soit remise à nouveau au bureau de la voie navigable de Rendsburg en 1950, le gouvernement militaire britannique l'a utilisée avec le pennant number KC 69 sur le canal Kaiser Wilhelm (depuis 1948 le canal de Kiel).
En 1952, Wal a participé à la reconstruction de l'île de Helgoland. Après des problèmes d'allumage des chaudières, le navire a été reconstruit de mars 1963 à décembre 1965 au chantier naval de Rendsburg-Saatsee et le chauffage au charbon a été remplacé par deux chaudières au mazout. La dernière fois que le brise-glace a été utilisé sur le canal de Kiel, c'était en février 1987. Un voyage d'invité à l'occasion du 50ème anniversaire de service était le dernier long voyage du brise-glace en décembre 1988 avant sa mise hors service en 1990.

### Préservation
La Schiffahrts-Compagnie Bremerhaven e.V. a acquisWal pour 48.000 Deutsche Mark et l'a transféré en 1990 de Rendsburg à Bremerhaven. Le navire a été restauré en un an et converti pour être utilisé comme navire musée. Un équipage bénévole entretient le navire traditionnel et propose des promenades sur la Weser, à Helgoland, à la Semaine de Kiel, au Dampf Rundum à Flensburg, à la Hanse Sail à Rostock ou à l'anniversaire du port de Hambourg.

## Galerie

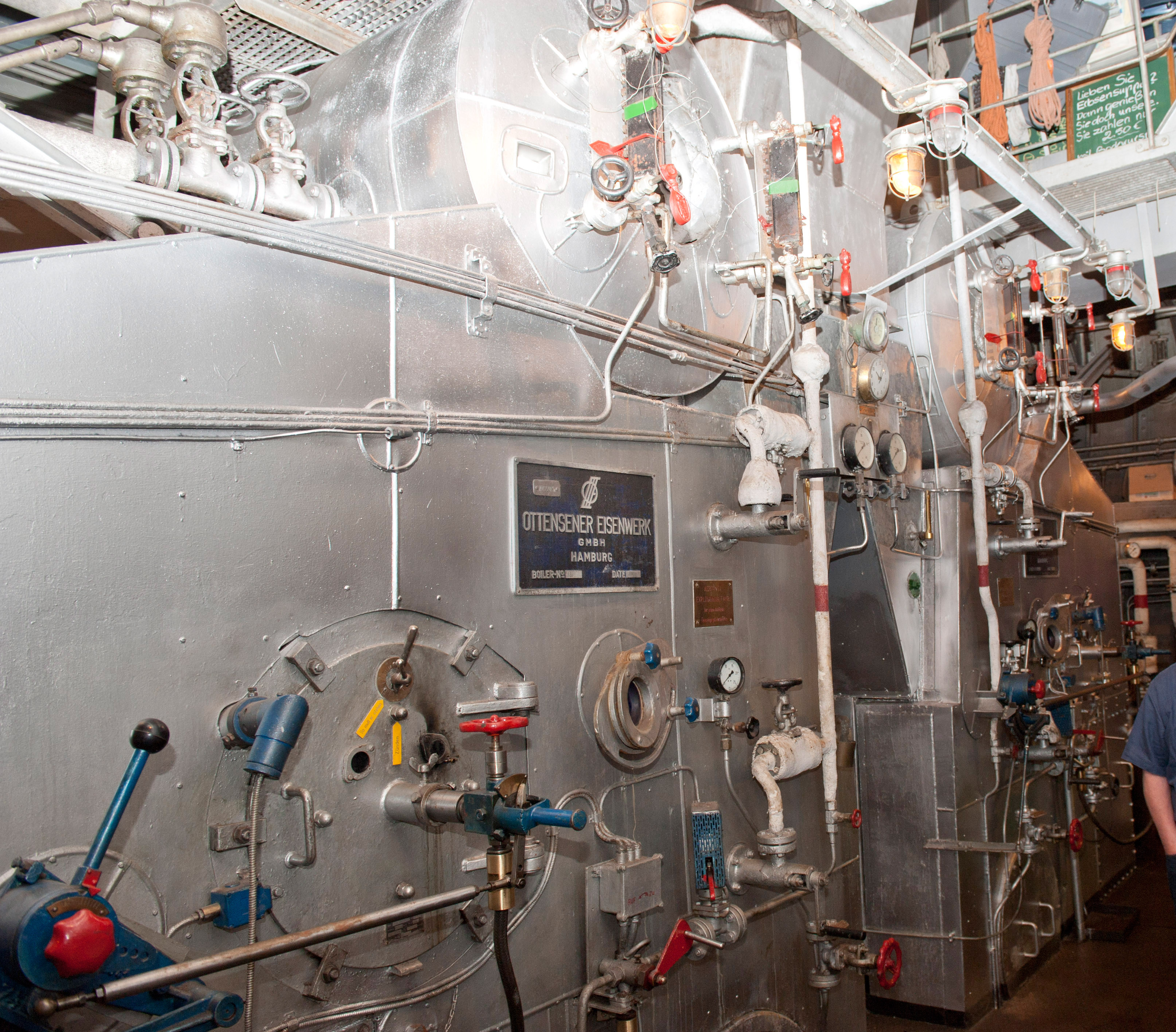
Salle des machines.
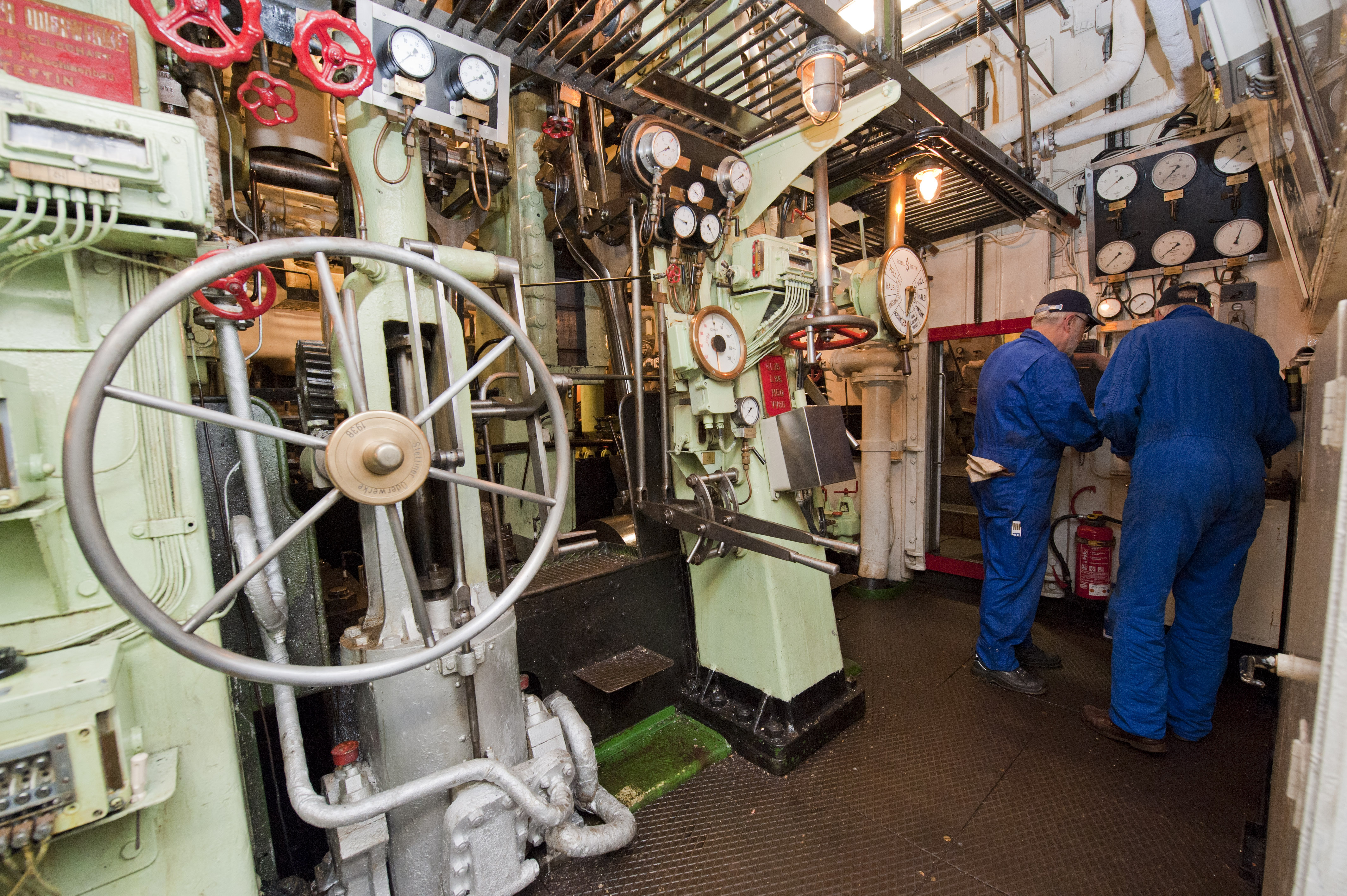
Salle des machines.
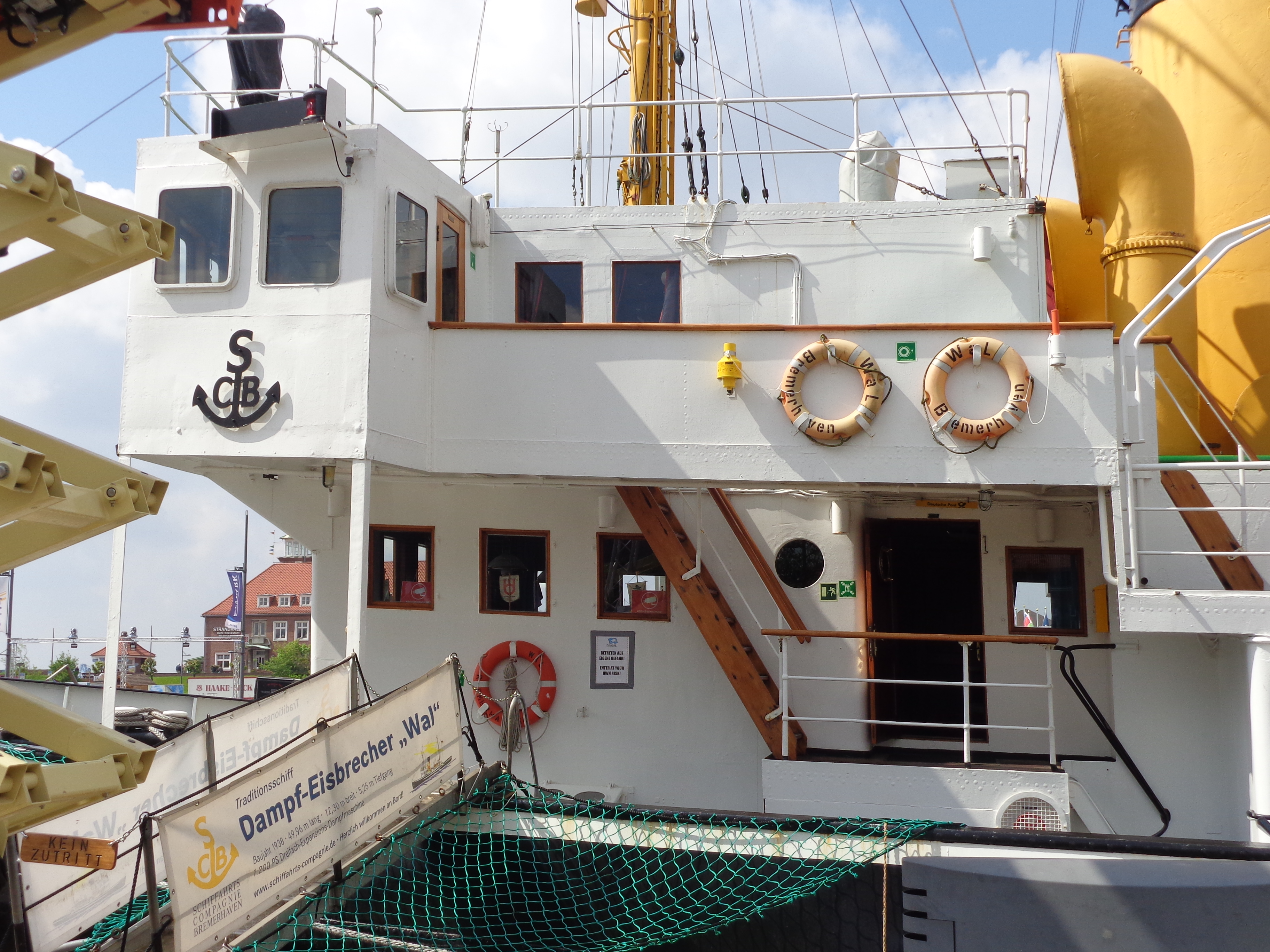
Pont.